# Стартиране (компютри)
Стартиране (на български е възприет също и терминът буутване, букв. транслитерация от английски: booting; или просто зареждане) се нарича първоначалната инициализация на компютърна система. Системата може да бъде компютър или компютърно устройство. Процесът на зареждане може да бъде „твърд“, след включване на електрическото захранване в позиция ON (за диагностика на хардуерната грешки), или „мек“, когато може да се избегне самодиагностиката автоматичен процес на тестване (POST). Мекото стартиране може да бъде инициирано хардуерно, като например с натискане на бутон или чрез софтуерна команда. Стартирането приключва с постигането на нормална, оперативна среда за изпълнение (runtime environment).
Зареждаща програма (boot loader) – това е компютърна програма, която зарежда операционната система или някакъв друг системен софтуер на компютъра след приключване на автоматичния процес на тестване. Тя се изпълнява след приключване на самодиагностиката, а след нея се зареждат и изпълняват всички други програми. Зареждащата програма се зарежда в оперативната памет от постоянна памет, като например твърд диск или в някои по-стари компютри, от перфокарта, перфолента или магнитна лента. Зареждащата програма зарежда и стартира процеси, които финализират подготовката на системата за работа. Както и самодиагностиката, зареждащата програма е запаметена на „фиксирано“ и устойчиво място, ако това място е твърде ограничено по някаква причина, се извиква втори етап на първоначално зареждане на английски: SECOND-STAGE или друга, вторична програма за зареждане.
В съвременните компютри с общо предназначение, стартирането може да отнеме няколко десетки секунди, и обикновено включва самодиагностика, откриване и инициализация на периферните устройства, след това намиране, зареждане и стартиране на операционната система. Процесът на хибернация или заспиване не включва стартиране. При някои вградени системи, които не изискват значителен процес на зареждане, за да работят, може веднага да се пуснат програми, съхранени в ROM. Всички компютърни системи са крайни автомати и рестартирането може да е единственият начин, за да се постигне началното им състояние в случай на заключено (нереагиращо) състояние.